# Yang Siju
Yang Siju, född 19 april 1973, är en friidrottare från Kina. Hon deltog vid olympiska sommarspelen 1996.